# Mehmet Hetemaj
Mehmet Hetemaj (ur. 8 grudnia 1987 w Srbicy) – fiński piłkarz pochodzenia kosowskiego występujący na pozycji obrońcy. Obecnie gra w Seinäjoen Jalkapallokerho. Jest bratem Perparima.

## Kariera klubowa
Hetemaj urodził się w Jugosławii, ale w 1992 roku emigrował z rodziną do Finlandii. W 1996 roku rozpoczął tam treningi w klubie HJK Helsinki. W 2005 roku został włączony do drużyny Klubi-04, będącej rezerwami HJK. W 2006 roku Hetemaj awansował do pierwszej drużyny HJK. W Veikkausliidze zadebiutował 21 kwietnia 2006 w przegranym 1:2 meczu z FC KooTeePee. W tym samym roku zdobył z klubem Puchar Finlandii, a także wywalczył wicemistrzostwo Finlandii. 21 kwietnia 2007 w wygranym 3:1 spotkaniu z FC KooTeePee strzelił pierwszego gola w trakcie gry w Veikkausliidze. Również w 2007 roku przebywał na wypożyczeniu w klubie FC Viikingit.
W 2008 roku Hetemaj odszedł do greckiego Panioniosu GSS. W greckiej ekstraklasie pierwszy mecz zaliczył 2 marca 2008 przeciwko Skodzie Ksanti (2:1). Od stycznia 2009 do czerwca 2009 grał na wypożyczeniu w Trasiwulosie.
Latem 2009 roku Hetemaj został wypożyczony do włoskiego UC AlbinoLeffe. W Serie B zadebiutował 19 października 2009 w zremisowanym 0:0 pojedynku z US Sassuolo. W czerwcu 2010 roku AlbinoLeffe wykupiło Hetemaja z Panioniosu. W lipcu 2012 został wypożyczony do Regginy. W styczniu 2014 został wypożyczony do FC Honka, a latem 2014 trafił na wypożyczenie do AC Monza. W styczniu 2015 podpisał półroczny kontrakt z Seinäjoen Jalkapallokerho z możliwością przedłużenia o rok. Zdobył z tym klubem mistrzostwo kraju w 2015 roku.

## Kariera reprezentacyjna
W reprezentacji Finlandii Hetemaj zadebiutował 4 lutego 2009 w przegranym 1:5 towarzyskim meczu z Japonią.